# Nével
Nével (en rus: Невель) és una ciutat de l'óblast de Pskov, Rússia, propera al llac Nével i situada a 242 kilòmetres al sud-est de Pskov. El 2021 tenia 13.980 habitants. El seu nom deriva del del llac, que al seu torn ve presumiblement del mot baltofinès nevo, que significa ‘indret pantanós’. És esmentada en el testament del gran príncep Ivan III de Moscou (1504).